# Ovimbundu

Ethnische Karte Angolas, Siedlungsgebiet der Ovimbundu ist dunkelblau gekennzeichnet

Die Ovimbundu (Singular Ocimbundu, Adjektiv und Sprachbezeichnung Umbundu) sind die größte Volksgruppe Angolas und machen etwa ein Drittel der angolanischen Bevölkerung aus.

## Untergruppen
Die wichtigsten Untergruppen der Ovimbundu sind die Mbalundu (portugiesisch Bailundo), die Wambo (portugiesisch Huambo) und die Bieno; erwähnenswert sind aber auch die Sumbe, Sele, Ndulu, Sambo, Kissanje (Quissanje), Ganda, Sambo, Chikuma und Kakonda.

## Ursprung
Die Ovimbundu haben sich als Volk auf dem Zentralhochland Angolas herausgebildet und dieses sowie den angrenzenden Küstenstreifen besiedelt, wobei sie kleinere Volksgruppen anderer Herkunft assimiliert haben. Ursprünglich waren sie ausschließlich Bauern und (begrenzt) Viehzüchter, zu einem Teil daneben Händler und Handwerker. Sie gründeten dabei verschiedene politische Einheiten (in der europäischen Literatur meist als „Königreiche“ bezeichnet), so im Bereich der heutigen Provinzhauptstädte Huambo und Kuito sowie der Kleinstadt Bailundo.
Vom 17. Jahrhundert an kamen die Ovimbundu in Kontakt mit den Portugiesen, als diese das heutige Benguela – zusätzlich zu Luanda – als eine Art Brückenkopf aufbauten; sie entwickelten damals einen schwunghaften Karawanenhandel zwischen Benguela und dem Osten des heutigen Angola. Erst im Verlauf des 19. Jahrhunderts nahmen die Portugiesen ihr Gebiet militärisch in Besitz.

## Kolonialherrschaft
Die koloniale Besetzung ging einher mit der Gründung katholischer und protestantischer Missionen. Die Ovimbundu wurden Ende des 19./Anfang des 20. Jahrhunderts überwiegend Christen. Den amerikanischen Kongregationalisten, die etwa ein Drittel der Ovimbundu für die Igreja Evangélica Congregacional de Angola (IECA) gewinnen konnten, ist zu verdanken, dass dabei das Umbundu weiterentwickelt wurde: Sie legten seine Schreibweise in lateinischer Schrift fest, stellten eine Grammatik und ein Lexikon zusammen und übersetzten die Bibel und andere religiöse Schriften ins Umbundu.
Anfang des 20. Jahrhunderts brach der Karawanenhandel zusammen, und die Ovimbundu stellten auf den Anbau von Mais und anderen Agrarprodukten um, die sie bei portugiesischen „Buschhändlern“ vermarkten konnten. Die Präsenz des Kolonialstaates verstärkte sich und die traditionellen politischen Strukturen verloren immer mehr an Bedeutung, ohne jedoch völlig zu verschwinden.
Gleichzeitig wuchs die Bedeutung der christlichen Kirchen, besonders der IECA, aber auch der katholischen Kirche. Dies wurde zur Hauptursache für eine vergleichsweise weit verbreitete Schulbildung und Kenntnis des Portugiesischen. Eine weitere Konsequenz war, dass sich um die Mitte des 20. Jahrhunderts im gesamten Zentralhochland getrennte Dörfer für Katholiken, Protestanten und Nichtchristen herausbildeten.
Ihr überdurchschnittliches Bevölkerungswachstum machte die Ovimbundu in zweifacher Hinsicht zu einem bevorzugten Opfer der Kolonialpolitik der 1950er und 1960er Jahre. Einmal, weil Europäer (meist Portugiesen, aber auch einige Deutsche) in jener Phase in Zentralangola ausgedehnte Bodenflächen für Plantagen (Kaffee, Sisal u. a.) erwarben und dadurch der Benutzung durch die Ovimbundu entzogen. Viele von diesen verfügten infolgedessen nicht mehr über genügend Land zum Überleben und sahen sich gezwungen, entweder in die Stadt abzuwandern oder sich als Plantagenarbeiter zu verdingen. Nur einer Minderheit gelang es, ein Handwerk (Schmied, Schneider, Schuster u. a. m.) zu erlernen und sich dadurch in den Dörfern eine eigenständige Existenzgrundlage zu sichern. Zum anderen begann der Kolonialstaat damit, für die damals im Aufschwung befindlichen Kaffeeplantagen des Nordens, die von Europäern und Bakongo betrieben wurden, Arbeitskräfte unter den Ovimbundu zu rekrutieren. Diese vermochten sich dem Druck der örtlichen Kolonialorgane nicht zu widersetzen, umso weniger, als gleichzeitig eine „Hüttensteuer“ eingeführt wurde und sie nur durch Lohnarbeit die Geldmittel erwerben konnten, diese zu bezahlen.

## Unabhängigkeitskrieg und spätkoloniale Entwicklungen
Während des antikolonialen Kriegs in Angola, 1961–1974 wurden die Ovimbundu im Verborgenen überwiegend zu Anhängern der UNITA, einer von drei Bewegungen, die einen bewaffneten Kampf für die Unabhängigkeit Angolas führten und deren Gründer und Anführer, Jonas Savimbi, Ocimbundu war. Die UNITA baute im Untergrund ein Netz von Kontakten unter den Ovimbundu auf, wobei ihr ein Teil der Katechisten der IECA zu Hilfe war, doch gelang es ihr nie, mit ihren Guerrillaaktionen bis auf das Zentralhochland vorzustoßen. Dies war nicht zuletzt auf die Sicherheitsmaßnahmen des Kolonialstaates zurückzuführen, deren wohl einschneidendste darin bestand, Gruppen von Dörfern, oft unterschiedlicher Religionszugehörigkeit, zwangsweise zu aldeias concentradas zusammenzufassen. Diese „konzentrierten Dörfer“ wurden neu an Stellen angelegt, die von den Kolonialbehörden nach „Sicherheitsgesichtpunkten“ ausgewählt wurden. Da die Bewohner jedoch weiterhin auf dieselben Äcker, Weiden und Waldstücke angewiesen waren wie vorher, erschwerte nunmehr die räumliche Entfernung die Landwirtschaft erheblich. Die Beschwernisse, die sich daraus ergaben, halfen der UNITA ungemein bei der politischen Mobilisierung der Ovimbundu gegen die Kolonialherrschaft. Eine Minderheit städtischer Ovimbundu mit höherer Schulbildung entschied sich allerdings damals für eine konkurrierende Bewegung, die MPLA.
Auf der anderen Seite brachten die Lockerungen im Kolonialsystem, die Portugal 1962 einführte, für die Ovimbundu eine gewisse Öffnung mit sich. Über den Militärdienst (bei dem sie es bis zum Fähnrich bringen konnten), über Exkursionen von Schulabschlussklassen (manchmal bis in die portugiesische Metropole), von Fußballmannschaften und Chören kam es zu einer Kenntnis der Außenwelt, die vorher nur ganz wenigen vorbehalten war. (Die vorher existierende Möglichkeit, sich als Bergarbeiter in Namibia zu verdingen und auf dem Rückweg bei den Ovambo Rinder zu erwerben, wurde allerdings mit Ausbruch des Unabhängigkeitskampfes unterbunden.)

## Bürgerkrieg
Aufgrund des Bürgerkrieges 1975–2002 sind viele Ovimbundu in Städte innerhalb wie außerhalb ihres traditionellen Siedlungsgebiets gezogen, besonders in die Hauptstadt Luanda samt angrenzender Gemeinden, die Küstenstädte Benguela und Lobito sowie Lubango im Süden. Die beiden wichtigsten Städte im Kernland der Ovimbundu, Huambo und Kuito, wurden im Bürgerkrieg weitgehend zerstört. Die Landbevölkerung wurde weitgehend auf eine Subsistenzlandwirtschaft zurückgeworfen, da sowohl der Verkauf landwirtschaftlicher Produkte als auch die Lohnarbeit – besonders die Wanderarbeit – kaum noch möglich waren. Dies hing nicht zuletzt damit zusammen, dass weite Gebiete – z. T. jahrelang – völlig unter der Kontrolle der UNITA standen und vom restlichen Angola abgeschnitten waren.

## Gegenwart
Seit dem Ende des Bürgerkrieges ist es zu einem langsamen Wiederaufbau gekommen. Die Infrastrukturen wurden vom Staat zum guten Teil repariert oder neu erstellt. Der Verkauf landwirtschaftlicher Produkte ist aufgrund der Initiative städtischer Händler aus der „Schattenwirtschaft“ wieder in Gang gekommen. Ein Teil der Bevölkerung, die in die Städte geflohen war, ist zurückgekehrt, während besonders jüngere Leute nicht wieder aufs Land ziehen wollen. Eine Reihe von Plantagen, die zur Kolonialzeit von portugiesischen Siedlern oder ausländischen Unternehmen angelegt worden waren, haben inzwischen neue Herren – vielfach Generäle oder hochgestellte Politiker –, sodass die entsprechenden Arbeitsplätze erneut geschaffen wurden. Die zerstörten Städte sind weitgehend wieder aufgebaut. Die staatliche Verwaltung arbeitet überall wieder, wenn auch oft noch unter prekären Umständen. Das Netzwerk der traditionellen Dorfvorsteher und „Häuptlinge“ wurde vielerorts wieder errichtet. Die Kirchen, die während des Bürgerkriegs oft Behinderungen ausgesetzt waren, arbeiten inzwischen wieder normal. Während die Ovimbundu sich zunächst einer aktiven Teilnahme an der Politik weitgehend enthielten, melden sie sich inzwischen wieder in der einen oder anderen Weise zu Wort.